# Emil Lagergren
Daniel Johan Emil Lagergren, född 18 oktober 1851 i Ockelbo församling i Gävleborgs län, död 12 juli 1905 i Katarina församling i Stockholm, var en svensk läkare.

## Biografi
Emil Lagergren blev student vid Uppsala universitet 1870 samt medicine kandidat 1876 och medicine licentiat vid Karolinska institutet i Stockholm 1881. Efter att ha tjänstgjort som läkare vid Epidemisjukhuset i Stockholm 1882–1883 var han stadsdistriktsläkare i Katarina församlings östra distrikt 1883–1898 och i samma församlings norra distrikt från 1898. Han blev riddare av Vasaorden 1900.
Emil Lagergren var gift med Ebba Keyser, född 1855 och död 1937. De var föräldrar till bland andra försäkringsaktuarie Helge Lagergren samt farföräldrar till Barbro Westerholm. Efter skilsmässa 1891 gifte han om sig med Edla Eleonora Lindgren, född 1864 och död 1957. Han är begravd tillsammans med den senare hustrun i familjegrav på Solna kyrkogård.